# Wilhelm von der Trenck
Wilhelm Julius Karl Heinrich von der Trenck (* 21. August 1803 in Kapstücken; † 31. Januar 1881 in Danzig) war ein preußischer Generalleutnant.

## Leben

### Herkunft
Wilhelm war der Sohn des gleichnamigen Wilhelm von der Trenck (1779–1847) und dessen Ehefrau Marianne, geborene Seiff (1778–1845). Sein Vater war Major a. D. und Herr auf Kapstücken.

### Militärkarriere
Trenck besuchte die Kadettenhäuser in Kulm und Berlin. Anschließend wurde er am 9. Januar 1821 als Sekondeleutnant dem 3. Infanterie-Regiment der Preußischen Armee überwiesen. Auf ein Jahr wurde er ab Juli 1827 zum Kadettenhaus Berlin kommandiert und nach Ablauf dieser Zeit hierher versetzt. Mitte Mai 1832 avancierte Trenck zum überzähligen Premierleutnant, bevor man ihn im April 1834 in den Etat übernahm. Unter Beförderung zum Kapitän wurde er am 12. Mai 1838 in das Kadettenhaus nach Kulm versetzt und zum Chef der 2. Kompanie ernannt. In gleicher Eigenschaft kehrte er Ende März 1845 in seinem Stammregiment zurück. Am 27. März 1847 zum Major befördert, kam er zeitgleich als Kommandeur des Landwehr-Bataillons in das 33. Infanterie-Regiment. Von dort wurde er am 5. September 1850 als Bataillonskommandeur in das 1. Infanterie-Regiment versetzt. Dort wurde er am 22. März 1853 zum Oberstleutnant befördert und am 18. Januar 1855 als Kommandeur in das 24. Infanterie-Regiment versetzt. Er wurde am 12. Juli 1855 Oberst und Ende Oktober 1857 mit dem Orden der Heiligen Anna II. Klasse ausgezeichnet. Am 10. Dezember 1857 erfolgte unter Stellung à la suite seines Regiments seine Ernennung zum Kommandeur der 3. Infanterie-Brigade in Danzig und in dieser Stellung stieg er am 22. November 1858 zum Generalmajor auf. Anlässlich der Krönungsfeierlichkeiten von König Wilhelm I. erhielt er Mitte Oktober 1861 den Stern zum Roten Adlerorden II. Klasse mit Eichenlaub. Unter Verleihung des Charakters als Generalleutnant wurde Trenck am 5. Februar 1863 mit Pension zur Disposition gestellt. Er starb am 31. Januar 1881 in Danzig.

### Familie
Er heiratete am 1. Oktober 1838 Luise von Brandt (1813–1890) aus dem Hause Rossen. Das Paar hatte mehrere Kinder:
- Wilhelm Albrecht Friedrich Ludwig (1840–1871), preußischer Leutnant
- Friedrich Gustav Julius Emil Hermann (1841–1908), Major a. D. ⚭ 1874 Elisabeth von La Chevallerie (1854–1887), Tochter von Ludwig von La Chevallerie
- Mathilde Frederike Marianne Emillie Luise (* 1843)
- Ludwig Ernst Theodor Franz (1846–1846)
- Marie Auguste Karoline Luise (1848–1849)
- Albert Karl Julius (1850–1894), Major a. D.
- Maria Magdalene Wilhelmine Elisabeth (* 1851)
- Magdalene Minna Bertha Emilie (1854–1861)
- Hermann Theodor Friedrich Wilhelm (1860–1860)